# Zuliana de Aviación
Zuliana de Aviación es una desaparecida aerolínea venezolana.  En sus inicios era una aerolínea de carga con centro de operaciones en Maracaibo, pero posteriormente comenzó a presentar servicios de transporte de pasajeros a destinos dentro y fuera del país. Su nombre se derivaba del estado venezolano de Zulia. Durante su servicio, incorporó a su flota aeronaves como Boeing 727 y DC-8, si bien sus últimas aeronaves eran 5 McDonnell-Douglas DC-9-30.  La aerolínea cesó sus operaciones en el año 1997, y su flota fue completamente retirada en 2002. 

## Antigua flota
| Aeronaves              | Total | Introducido | Retirado | Matrículas                                           |
| ---------------------- | ----- | ----------- | -------- | ---------------------------------------------------- |
| Boeing 727-200         | 6     | 1991        | 1997     | YV-466C, YV-465C, YV-463C, YV-462C, YV-464C y N805EA |
| Douglas DC-8F          | 3     | 1989        | 1996     | YV-460C, YV-499C y YV-599C (re-reg. YV-461C)         |
| McDonnell Douglas DC-9 | 5     | 1993        | 1997     | YV-495C, YV-497C, YV-458C, YV-459C y YV-496C         |

## Antiguos destinos
| Países         | Destinos                                | Aeropuertos                                              |
| -------------- | --------------------------------------- | -------------------------------------------------------- |
| Colombia       | Bogotá                                  | Aeropuerto Internacional El Dorado                       |
| Colombia       | Medellín                                | Aeropuerto Internacional José María Córdova              |
| Estados Unidos | Miami                                   | Aeropuerto Internacional de Miami                        |
| Venezuela      | Barcelona, Estado Anzoátegui            | Aeropuerto Internacional General José Antonio Anzoátegui |
| Venezuela      | Caracas, Distrito Capital               | Aeropuerto Internacional de Maiquetía Simón Bolívar      |
| Venezuela      | Las Piedras, Falcón                     | Aeropuerto Internacional Josefa Camejo                   |
| Venezuela      | Maracaibo, Zulia                        | Aeropuerto Internacional de La Chinita                   |
| Venezuela      | Porlamar, Nueva Esparta                 | Aeropuerto Internacional del Caribe Santiago Mariño      |
| Venezuela      | Puerto Ordaz, Bolívar                   | Aeropuerto Internacional Manuel Piar                     |
| Venezuela      | San Antonio del Táchira, Estado Táchira | Aeropuerto Internacional Juan Vicente Gómez              |
| Venezuela      | Santa Bárbara del Zulia, Zulia          | Aeropuerto Miguel Urdaneta Fernández                     |
| Venezuela      | Valencia, Carabobo                      | Aeropuerto Internacional Arturo Michelena                |